# ASAI
ASAI (Average Service Availability Index) je index spolehlivosti dodávky elektřiny. ASAI se vypočítá dle vztahu:

{\displaystyle {\mbox{ASAI}}={\frac {\sum {N_{i}}\times 8760-\sum {U_{i}N_{i}}}{\sum {N_{i}}\times 8760}}}
kde {\displaystyle N_{i}} je počet zákazníků a {\displaystyle U_{i}} je doba nedodávky (v hodinách) pro místo {\displaystyle i}. Číslo 8760 představuje Energetický rok, tj. 365 dní x 24 hodin.
ASAI může být vypočítán dle parametru SAIDI (je-li roční parametr SAIDI uveden v hodinách) dle vztahu:

{\displaystyle {\mbox{ASAI}}=1-{\frac {\mbox{SAIDI}}{8760}}}